# Beker van Angola
De Beker van Angola (Portugees: Taça de Angola) is het nationale Angolese voetbalbekertoernooi en wordt georganiseerd door de Federação Angolana de Futebol. Het toernooi ging in 1982 van start en wordt volgens het knock-outsysteem gespeeld.

## Finales
| Jaar | Winnaar                      | Uitslag      | Finalist                        |
| ---- | ---------------------------- | ------------ | ------------------------------- |
| 1982 | Primeiro de Maio             | 2-0          | Petro Huambo                    |
| 1983 | Primeiro de Maio             | 9-1          | 11 de Novembro (Kuando Kubango) |
| 1984 | Primeiro de Agosto (Luanda)  | 2-0          | Desportivo Benguela             |
| 1985 | Ferroviário Huíla (Lubango)  | 2-0          | Inter Luanda                    |
| 1986 | Inter Luanda                 | 1-0          | Primeiro de Maio                |
| 1987 | Atlético Petróleos Luanda    | 4-1          | Ferroviário da Huíla            |
| 1988 | GD Sagrada Esperança         | 2-0 nv       | FC Cabinda                      |
| 1989 | Ferroviário Huíla            | 2-1          | Inter Luanda                    |
| 1990 | Primeiro de Agosto           | 1-0          | Atlético Petróleos Luanda       |
| 1991 | Primeiro de Agosto           | 2-1 nv       | Atlético Petróleos Luanda       |
| 1992 | Atlético Petróleos Luanda    | 3-2          | Primeiro de Agosto              |
| 1993 | Atlético Petróleos Luanda    | 2-1          | Atlético Sport Aviação          |
| 1994 | Atlético Petróleos Luanda    | 2-1          | Independente Tômbwa             |
| 1995 | Atlético Sport Aviação       | 3-1          | Independente Tômbwa             |
| 1996 | Progresso Sambizanga         | 1-0          | Primeiro de Maio                |
| 1997 | Atlético Petróleos Luanda    | 2-1          | Primeiro de Agosto              |
| 1998 | Atlético Petróleos Luanda    | 4-1          | Primeiro de Agosto              |
| 1999 | GD Sagrada Esperança         | 1-0          | Atlético Sport Aviação          |
| 2000 | Atlético Petróleos Luanda    | 1-0          | Inter Luanda                    |
| 2001 | Desportivo Sonangol (Namibe) | 3-2          | Sporting Clube de Cabinda       |
| 2002 | Atlético Petróleos Luanda    | 3-0          | CD Huíla                        |
| 2003 | Inter Luanda                 | 1-0          | GD Sagrada Esperança            |
| 2004 | Desportivo Sonangol          | 2-0          | Primeiro de Agosto              |
| 2005 | Atlético Sport Aviação       | 1-0          | Inter Luanda                    |
| 2006 | Primeiro de Agosto           | 1-1 ns (4-3) | Sport Luanda e Benfica          |
| 2007 | Primeiro de Agosto           | 3-1 nv       | Sport Luanda e Benfica          |
| 2008 | Santos FC de Angola          | 1-0 nv       | Recreativo do Libolo            |
| 2009 | Primeiro de Agosto           | 2-1          | GD Sagrada Esperança            |
| 2010 | Atlético Sport Aviação       | 0-0 ns (4-3) | Inter Luanda                    |
| 2011 | Inter Luanda                 | 1-1 ns (4-2) | Primeiro de Agosto              |
| 2012 | Atlético Petróleos Luanda    | 2-0          | CR Caála                        |
| 2013 | Atlético Petróleos Luanda    | 1-0          | CD Huíla                        |
| 2014 | Sport Luanda e Benfica       | 1-0          | Atlético Petróleos Luanda       |

Algerije ·
Angola ·
Benin ·
Botswana ·
Burkina Faso ·
Burundi ·
Centraal-Afrikaanse Republiek ·
Comoren ·
Congo-Brazzaville ·
Congo-Kinshasa ·
Djibouti ·
Egypte ·
Equatoriaal-Guinea ·
Ethiopië ·
Gabon ·
Gambia ·
Ghana ·
Guinee ·
Guinee-Bissau ·
Ivoorkust ·
Kameroen ·
Kenia ·
Lesotho ·
Liberia ·
Libië ·
Madagaskar ·
Mali ·
Marokko ·
Mauritanië ·
Mauritius ·
Mozambique ·
Namibië ·
Niger ·
Nigeria ·
Oeganda ·
Réunion ·
Rwanda ·
Sao Tomé en Principe ·
Senegal ·
Seychellen ·
Sierra Leone ·
Soedan ·
Somalië ·
Swaziland ·
Tanzania ·
Togo ·
Tsjaad ·
Tunesië ·
Zambia ·
Zimbabwe ·
Zuid-Afrika